# Andrej Dobrovol'skij
Andrej Dobrovol'skij (Mosca, 12 aprile 1950) è un regista russo.

## Filmografia parziale

### Regista
- Sfinks (1990)
- Prisutstvie (1992)